# شعبان دیوشلی
شعبان دیوشلی گیلانی معروف به آیه‌الله گیلانی (۱۲۷۵ق- ۱۳۴۸ ق)، از اعلام مراجع تقلید در عصر خود بود. وی معروف به فقاهت و زهد و صلاح بود و همین امر باعث شد که هزاران نفر در تقلید به وی مراجعه کنند.
دیوشل از مناطق لنگرود است و از این رو ایشان اهل لنگرود بوده‌اند.

## استادان عتبات عراق
وی در جوانی به نجف رفت و در درس میرزا حبیب‌الله رشتی، محمدحسن ممقانی، عبدالله مازندرانی، ملا محمد شربیانی و ملا محمد ایروانی شرکت جست و به درجه اجتهاد رسید.
او شاگردان بسیاری نیز تربیت کرده‌است.

## تالیفات
به غیر از رساله توضیح المسائل ایشان می‌توان از دیگر تالیفاتشان احکام الخلل، شرح عروه، مباحث الفاظ و.. را نام برد.

## فرزندان
عبدالحسین فقیهی ساکن قم و متولد ۱۳۲۱ ق و ابوالحسن خطیب ساکن گیلان و مرتضی گیلانی سه فرزند وی هستند.

## درگذشت
شعبان در سال ۱۳۴۸ ق در نجف درگذشت و پس از نماز توسط علی زاهد قمی در نزدیک مقبره صالح و هود در وادی‌السلام دفن شد.